# Campos do Jordão (kommun)
Campos do Jordão är en kommun i Brasilien.   Den ligger i delstaten São Paulo, i den sydöstra delen av landet, 800 km söder om huvudstaden Brasília. Antalet invånare är 47 824.
Följande samhällen finns i Campos do Jordão:
- Campos do Jordão

I omgivningarna runt Campos do Jordão växer i huvudsak städsegrön lövskog. Runt Campos do Jordão är det ganska tätbefolkat, med 185 invånare per kvadratkilometer.